# Hinowice
Hinowice – wieś na Ukrainie w rejonie tarnopolskim należącym do obwodu tarnopolskiego, położona nad rzeką Złota Lipa.
W II Rzeczypospolitej miejscowość w powiecie brzeżańskim województwa tarnopolskiego.
W latach 1939–1944 nacjonaliści ukraińscy z OUN-UPA zamordowali 22 Polaków i 4 Ukraińców ostrzegających i pomagającym Polakom.
Do 2020 w rejonie brzeżańskim.

## Urodzeni w Hinowicach
- Stefan Traczewski –  polski prawnik, ziemianin, rolnik, działacz społeczny, polityk, poseł w II RP, rotmistrz Polskich Sił Zbrojnych[4].